# Крокодили
Крокодили (лат. Crocodilia) су ред тропских грабљиваца. Уз птице, то су једини до данас преживели „потомци“ велике групе гмизаваца, Archosauria. Према томе, њихови рецентни најближи сродници су птице. Њихово је сродство доказиво читавим низом особина, али пре свега грађом система за циркулацију крви. Због коштаног оклопа, крокодиле називају и оклопљеним гуштерима.
Сви данас живећи крокодили живе у рекама и језерима тропских области и суптропског подручја, једино естуарски крокодил (Crocodylus porosus) може да живи и у мору а често се појављује уз обале различитих острва. Да би се прилагодиле животној околини, ове животиње веома добро пливају и прикривају се у води тако што мирују уроњене у воду, при чему из воде извирују једино очи и носнице.
Данас живећи крокодили деле се у три групе са статусом породице (алтернативно, често се приказују као једна породица Crocodylidae а три групе као потпородице унутар ње): праве крокодиле, алигаторе и гавијале.

## Особине
Грађа тела као и физиологија данашњих крокодила је изразито прилагођена животу у води. Ту спада водоравно спљоштено тело с углавном исто спљоштеном губицом, док им је реп спљоштен постранце, а крокодили га користе углавном као кормило. Зависно од врсте, тело им може бити дуго од 1,20 па до 7 m, а нађени су фосили дуги и до 12 m. Крокодили расту целог живота.

### Глава
Лобања им је издужена, а очи су током еволуције померене високо према врху лобање. На очима имају три капка, горњи, доњи и мигавицу. Носнице, смештене на врху губице повезане су системом канала са душником, тако да могу да дишу и пуних уста, а кад су под водом, могу их, као и ушни отвор, херметички затворити. Већина крокодила има релативно широку губицу која омогућује разноврсну исхрану. Једино неке врсте гавијала које се хране претежно рибом имају изразито уску и издужену губицу.
Лобања крокодила је компактна. Њен једини покретни део је доња вилица. На горњој страни губице и задњем делу главе су кости лобање срасле са кожом која је непосредно изнад њих, између коже и костију постоји посебан слој, "Crusta calcarea".
Чуњасти зуби имају само један врх и текодонтни су, смештени су у удубљењима горње и доње вилице. Зависно од врсте, број, облик и дужина зуба варирају. Кад имају затворену губицу, код алигатора су зуби доње вилице смештени унутар реда зуба горње вилице, док код правих крокодила четврти зуб доње вилице улази у удубљење у горњој вилици и споља је видљив. Крокодили редовно мењају зубе, при чему се „зуби за замену“ развијају у шупљинама „активних зуба“. Сваки зуб се замени у року од две године, при чему се предњи мењају чешће од задњих.

### Оклоп
Крокодили су име „оклопљени гуштери“ добили по свом љускастом оклопу који је, нарочито на леђима, ојачан коштаним плочама. При томе се завршни слој коже, епидерм, састоји од различитог броја слојева колагенских влакана. У најранијим раздобљима живота животиње она има два до три таква слоја, а током живота се под њих слажу нови, тако да код једног одраслог америчког алигатора могу бити и до 24 таква слоја један испод другог. Крокодили не мењају „кошуљице“ као неки други рептили. Спољни слој се обнавља само једноставним трошењем рибањем.
Рожнате леђне љуске састоје се од црепасто сложених рожнатих плочица које се називају леђни штит. Испод тог штита смештене су коштане плоче, чији број варира зависно од врсте од четири до десет таквих плоча, увек сложених уздужно. И на врату животиње су испод рожнатих љуски овакве плочице смештене коштане плочице и при томе стварају узорак типичан за поједину врсту. И трбух животиње прекривен је таквим штитом, но готово код ни једне врсте тај штит није подложен коштаним плочицама. Леђне и трбушне рожнате љуске творе на репу прстенове који од корена репа имају два реда љускавих зубаца, који се према крају приближавају и пред крај репа прелазе у један ред тих зубаца. Ова заштита је снажније развијена што је врста мања. С величином врсте заштита је слабија, јер је животиња заштићена већ својом величином.

## Начин живота

### Околина
Све данас живеће врсте прилагођене су грађом тела и начином живота семиакватичном животу, при чему животиње велики део живота проводе у води. Уз само један изузетак (Crocodylus porosus), сви крокодили живе претежно у слаткој води, но могу се срести и у сланој води у близини морске обале. При томе, неке врсте дају предност отвореним водама језера и већих река, као и врста које бирају потоке и живе у обалном подручју. Настањују тропска подручја, уз изузетак обе врсте алигатора који живе у севернијим подручјима, али само у онима, где су благе зиме. Уз ова својства, њихова појава зависи и од количине могуће ловине, повољних места за полагање јаја, величини конкуренције али и о лову којем су изложени.

### Лов и прехрана
Сви крокодили су месождери. Готово све врсте лове било који плен који могу да ухвате . Врло мало врста су специјализоване само на одређене врсте плена. То су само врсте с уским губицама и зубима попут врше који су се специјализовали за лов на рибе. Младе животиње и мање врсте лове претежно инсекте, жабе и мале сисаре, док одрасле животиње великих врста лове све што могу да ухвате. Није реткост ни канибализам пре свега младих јединки исте врсте. Упркос свом тромом изгледу, крокодили реагују изузетно брзо, а врло су окретни и на сувом.

### Парење и социјално понашање
Крокодили полажу јаја у гнезда. Разликују се два основна типа гнезда:
- брежуљкаста гнезда женка слаже од биљног материјала који касније процесом труљења „производи“ потребну топлоту за јаја,
- јамаста гнезда су јаме које женка ископа, а прекрива их биљним материјалом.

Женка крокодила полаже између 20 и 80 јаја у тако припремљена гнезда. Развој младунаца зависи од температуре у леглу. Њихова јаја немају полне хромозоме, па се због тога из сваког јаја потенцијално могу развити јединке оба пола. Ако јаја сазревају при температури од око 30 °C, из јаја се излежу женке, али ако је температура у гнезду око 34 °C из јаја ће се излећи искључиво мужјаци. Ако су јаја положена на разним дубинама гнезда, велика је вероватноћа да ће се излећи младунци различитог пола.
Кад одрасту, крокодили немају природних непријатеља, али њихове младунце угрожавају птице, варани, или чак и припадници исте врсте. Тако се процењује, да око 90% крокодила страда у раном раздобљу, или чак још као ембрион. Читав низ грабљиваца долази у обзир као могући непријатељи крокодила у том врло раном раздобљу њиховог живота. Поред тога, ембриони могу угинути и због лоших климатских услова као и ако се у гнезду развију гљивице. Код великог броја врста крокодила женке остају поред гнезда и штите га од пљачкаша. Непосредно пред излегање, младунци се јављају крекетавим гласовима, и тада мајка помаже младунцима откопавајући гнездо. Узима их у губицу, носи их до воде и још неко време остаје уз младунце штитећи их од грабљиваца али и од припадника властите врсте.

## Систематика
Данас се ред крокодила дели у три породице, гавијали, алигатори и прави крокодили. Ове три породице садрже 24 врсте сврстане у укупно девет родова. Породица гавијала се састоји од две живе врсте, индијски гавијал и сундски гавијал. Обе врсте имају упадљиво дуге и уске вилице. Прави крокодили препознатљиви су по удубљењу у горњој вилици у коју улази највећи зуб доње вилице тако, да је споља видљив. Код алигатора (Alligatoridae) се код затворених уста не виде зуби, а и губица им је шира и нешто краћа него код крокодила.
Породица Гавијали
- Род Gavialis
  - Индијски гавијал (Gavialis gangeticus)
- Род Tomistoma
  - Сундски гавијал (Tomistoma schlegelii)

Породица Алигатори (Alligatoridae)
- Род Прави алигатор (Alligator)
  - Амерички алигатор (Alligator mississippiensis)
  - Кинески алигатор (Alligator sinensis)
- Род Патуљасти кајмани (Paleosuchus)
  - Кувијеров патуљасти кајман (Paleosuchus palpebrosus)
  - Шнајдеров патуљасти кајман (Paleosuchus trigonatus)
- Род Прави кајмани (Caiman)
  - Јакарски кајман (Caiman yacare)
  - Обични кајман (Caiman crocodilus)
  - Широконоси кајман (Caiman latirostris)
- Род Црни кајмани (Melanosuchus)
  - Црни кајман (Melanosuchus niger)

Породица Прави крокодили (Crocodylidae)
- Род Crocodylus
  - Амерички крокодил (Crocodylus acutus)
  - Ориночки крокодил (Crocodylus intermedius)
  - Аустралијски крокодил (Crocodylus johnsoni)
  - Филипински крокодил (Crocodylus mindorensis)
  - Мексички крокодил (Crocodylus moreletii)
  - Нилски крокодил (Crocodylus niloticus)
  - Новогвинејски крокодил (Crocodylus novaeguineae)
  - Мочварни крокодил (Crocodylus palustris)
  - Еустуарски крокодил (Crocodylus porosus)
  - Кубански крокодил (Crocodylus rhombifer)
  - Сијамски крокодил (Crocodylus siamensis)
  - Западноафрички крокодил (Crocodylus suchus)
- Род Mecistops
  - Оклопљени крокодил (Crocodylus cataphractus)
- Род Osteolaemus
  - Западноафрички патуљасти крокодил (Osteolaemus tetraspis)

## Филогенетски односи унутар реда
Прецизни филогенетски односи појединих група крокодила су још увек углавном нејасни. Овде се даје приказ једне углавном прихваћене хипотезе.
Крокодили (Crocodilia)
```
 |- 
Гавијали
 (Gavialidae)
 `-- Brevirostres 
      |-- 
Прави крокодили
 (Crocodylidae)
      |    |-- 
Сундски гавијал
 (
Tomistoma schlegeli
)
      |    `-- Crocodylinae
      |         |-- 
''Osteolaemus tetraspis''

      |         `-- 
Crocodylus

      `-- 
Алигатори
 (Alligatoridae)
           |-- 
Прави алигатори
 (Alligatorinae)
           `-- 
Кајмани
 (Caimaninae)
                |--
Palaeosuchus

                |  ,-- Прави кајмани (
)
                `--| 
                   `-- 
Melanosuchus niger
```